# مطار الأحساء الدولي
مطار الأحساء الدولي (إياتا: HOF، إيكاو: OEAH) هو مطار دولي افتتح سنة 1948 ويقع على بعد حوالي 17 كم عن مدينة الهفوف إحدى المدن الرئيسية بمحافظة الأحساء شرق المملكة العربية السعودية ويعد ثاني مطار دولي يخدم المنطقة الشرقية بعد مطار الملك فهد الدولي بالدمام. وكون المطار في رابع أكبر مدينة سعودية في عدد السكان ونظراً لوقوع الأحساء كبوابة لدول الخليج، فذلك يمنح المطار ميزات إستراتيجية واقتصادية قوية كفيلة ليزاحم بها أفضل المطارات في المملكة.

## نشأة مطار الأحساء
يعتبر مطار الأحساء من أقدم المطارات المعتمدة في العالم العربي، حيث إن الخدمة (كما أسلفنا) بدأت فيه منذ عام 1948. وللعلم فقد يكون المطار الوحيد في العالم الذي تم نقل مقره ومدرجاته ثلاث مرات. فقد كان أول موقع له، هو موقع جامعة الملك فيصل الحالي، والقريب من حي الخالدية بالهفوف. ومن ثم تم نقله إلى طريق الرياض القديم من جهة مدينة المبرز. والآن يقع موقع المطار على الطريق المؤدي للرياض من جهة حي الرقيقة. كان المطار وإلى الآن يستخدم لرحلات شركة أرامكو بالإضافة لرحلات موجهة إلى جدة بمعدل رحلتان أسبوعياً وذلك في بداية تأسيسه كمطار داخلي (محلي).

## مراحل تطور مطار الأحساء
الحاجة الملحة زادت من أهمية المطار حيث أفادت دراسة متخصصة أشارت بأن عدد التذاكر الصادرة الداخلية والدولية من سوق الأحساء منذ بداية 2007 حتى نهاية سبتمبر 2008 (285,467) تذكرة ونصيب الخطوط الجوية السعودية منها (28,859) تذكرة ومن هنا بدأ التغيير فتم تحويله فيما بعد إلى مطار إقليمي في 3 نوفمبر 2012. مضايقة رحلات «أرامكو» كان لها الأثر في سرعة التطوير لمعظم الخدمات في المطار، فالمطار يشهد استقبال 48 رحلة طيران لمنسوبي أرامكو، وهو ما يتسبب في حدوث زحام في صالتي المطار، وتأخر استكمال إجراءات سفر وقدوم المسافرين في المطار، وهو ما تسبب في هجرة كثير من المسافرين إلى مطارات أخرى مجاورة، فتم العمل على تطوير خدماته سريعاً لتكون جاهزة بشكل كامل في مطلع 2015.
تبنت ثلاث جهات (غرفة الأحساء، إدارة مطار الأحساء، وشركة أرامكو السعودية) مهمة تطوير وتوسعة مطار الأحساء، بجانب تحسين بعض المرافق من المباني والصالات الداخلية وأعمال الديكورات الجمالية. فجُهز المطار بساحتين لوقوف الطائرات بمساحة 91 ألف متر مربع وصالة ركاب بمساحة 3600 متر مربع وصالتين لكبار الشخصيات بالإضافة إلى المكاتب الإدارية والخدمية، وبذلك اعتمد رسمياً كمطار دولي يوم الأحد 17 نوفمبر 2013 وإلى ذلك عاش أهالي الأحساء حالة من الترقب واتصالات لم تنقطع على مدى الأيام القليلة التي سبقت افتتاحه كمطار الدولي وانتظار لنتائج التطوير والأمل يحدوهم في انتهاء معاناتهم التي استمرت لأكثر من أربعين عاماً من التنقل بين مطارات الدمام والبحرين والدوحة للسفر إلى الخارج، ومما تجدر الإشارة إليه أن %30 من الرحلات التي تخرج من مطار الدمام تباع تذاكرها في الاحساء، كما أن %50 من مستخدمي مطار الملك فهد بالدمام هم من الأحساء بدليل ما أثبتته الإحصائيات الأخيرة لتذاكر السفر الصادرة من مكاتب الأحساء، فيما يقدَّر المسافرون على القطرية ويقطنون الأحساء بنسبة تزيد على %50، وكذلك %17 من المسافرين من مطار البحرين الدولي هم قادمون من الاحساء.
أوضح صالح العفالق أن الرحلات الجوية ستبدأ عبر 3 خطوط جوية وهي القطرية وفلاي دبي والمصرية، مشيراً إلى أنها أبدت استعدادها التام لتسيير رحلات مجدولة من الأحساء إلى الدوحة ودبي والقاهرة، في ظل وجود جهود حثيثة ومفاوضات مع خطوط طيران عالمية أخرى لإطلاق رحلات من وإلى مطار الأحساء الذي تم، وأضاف أن إدارة المطار انتهت من أعمال التطوير لمعظم مرافق المطار، مؤكداً أن الهيئة العامة للطيران المدني تبذل جهوداً كبيرة في سبيل تهيئة مطار الأحساء لتشغيل رحلات إقليمية دولية، مشيراً إلى أن تفعيل ذلك يعتمد على رغبة الخطوط الجوية في التشغيل، وإدارة المطار مستمرة في استيفاء وتحقيق جميع المتطلبات للتشغيل الدولي، والتي من بينها:
- توسعة ساحات مهابط الطيران «المدرج» لاستقبال طائرات كبيرة.
- توفير أجهزة متخصصة لأعمال التفتيش بالأعداد الكافية لاستقبال المزيد من المسافرين على تلك الرحلات.
- تخصيص كبائن لخدمات المسافرين وموظفي الجوازات والجمارك والشرطة.
- رفع الطاقة الاستيعابية لمواقف السيارات.
- زيادة مساحة صالتي القدوم والمغادرة وتجهيزهما بأحدث التجهيزات بالإضافة إلى تطوير أعمال برج المراقبة والأنظمة الإلكترونية والأجهزة الملاحية والإضاءة في المدرج لهبوط وإقلاع الطائرات بجانب زيادة فرق الأمن والسلامة والصيانة بما يتلاءم مع التشغيل الدولي.

وفي 24 أبريل 2024 دشن الأمير سعود بن نايف أمير المنطقة الشرقية مشروع تطوير وتوسعة مطار الأحساء الدولي ، حيث تم تجهيز المطار بصالتين دوليتين بمساحة إجمالية 2,660 متر مربع مشمولة بميزانين، بالإضافة إلى 10 بوابات للمغادرة والقدوم الداخلي والدولي، وتجاوزت المساحات الإجمالية للمشروع 58 ألف متر مربع من تطوير وتوسعة، وبذلك ارتفعت الطاقة الاستيعابية لمطار الأحساء الدولي إلى 200% ليصل إجمالي المسافرين عبر المطار مليون مسافر خلال عام.

## أهمية مطار الأحساء الإقليمي
الأحساء تشهد طفرة كبرى في مختلف المجالات الاقتصادية وتعتبر حالياً (منذ مطلع 2010) هدفاً إستراتيجياً لعديدٍ من المستثمرين وشركات القطاع الخاص. ويأتي ذلك تزامناً مع ما تشهده المحافظة من حراك اقتصادي ساهم في جذب رؤوس أموال خلال السنوات القليلة الماضية. على صعيد موازٍ فإن الأحساء تمتلك مقومات النجاح الرئيسة باعتبارها أكبر واحة نخيل في العالم ووقوعها على ضفاف الربع الخالي وإطلالتها البحرية، مما دعت سياسة المملكة للسياحة أن تضع الأحساء على قمة هرم مشاريع تنمية السياحة على مستوى المملكة ويأتي شاطئ العقير كأول المشاريع، وتلك الرسوم الاستراتيجية لسياحة الأحساء تضع إجباراً كمطلب ملح أن يتوسع نشاط مطارها بتعزيز مستواه التشغيلي.
وكانت غرفة الأحساء قد سلمت الهيئة العامة للطيران المدني نسخة من دراسة متكاملة عن حجم حركة المسافرين والحجوزات في مكاتب السفر والسياحة والطيران في الأحساء، أملاً في الموافقة على مزيد من الرحلات في مطار الأحساء بما يتناسب مع الحركة الكبيرة والمطردة في حجم المسافرين من الأحساء وإليها، وكشفت الدراسة عن توقعات بنمو حركة السفر في مطار الأحساء خلال الفترة من 2015 حتى 2020 متضمنة إجمالي عدد المقيمين العاملين في الأحساء، والذين يتجاوز عددهم الـ 300 ألف عامل مقيم، وهؤلاء هم بحاجة بمعدل كل سنة إلى 150 ألف رحلة طيران لبلدانهم، عطفاً على العدد الكبير للمسافرين من أبناء الأحساء، والذين يتجاوز عددهم مليون نسمة، وتضمنت الدراسة بحث المخطط العام للمطار متضمنةً دراسة الطلب المتوقع على خدمات النقل الجوي على مدى الخمسة والعشرين عاماً المقبلة، وتحديد مشاريع البنية التحتية الضرورية لتطوير المطار.

## أحداث هامة في تاريخ المطار
- 18 نوفمبر 2013 (15/محرم/1435) يوم الأثنين،

كانت أول رحلة دولية يستقبلها مطار الأحساء، وهي قادمة من الشارقة على الخطوط العربية، والتي كان على متنها قرابة العشرين راكبًا، كأول رحلة دولية يستقبلها المطار.وعند وصول الطائرة إلى أرض مطار الأحساء، كان في استقبالها منسوبو الهيئة العامة للطيران المدني ورئيس ومنسوبو الغرفة التجارية، إضافة إلى عدد من الوجهاء والرجال الأعمال والمسؤولين في محافظة الأحساء.
- 6 فبراير 2014 (6/ربيع الآخر/1435) يوم الخميس،

افتتاح أول خط جوي بين دبي ومحافظة الأحساء وقد وصلت الرحلة في تمام الساعة الواحدة ظهراً.
- 15 مايو 2014 (16/رجب/1435) يوم الخميس،

وصلت إلى مطار الأحساء الدولي أول رحلة من الخطوط الجوية القطرية، ليرتفع بذلك عدد شركات الطيران الدولية التي تسير رحلاتها من وإلى المطار إلى ثلاث شركات., وبدأت الشركة تسيير أول رحلاتها ما بين مطار الدوحة ومطار الأحساء بمعدل أربع رحلات بالأسبوع.

## خطوط وشركات الطيران
- الخطوط الجوية العربية السعودية
- العربية للطيران

بعد الإقرار النهائي لجدولة الرحلات ستكون أيام السبت، والأحد، والأثنين، والأربعاء، والجمعة وقت الوصول فيها من مدينة الشارقة في تمام الساعة 15:50 بتوقيت المملكة، والإقلاع إلى الشارقة في تمام الساعة 16:30. أما يومي الثلاثاء والخميس فسيكون الوصول من الشارقة في تمام الساعة 17:50 والإقلاع في تمام الساعة 18:30.
- فلاي دبي

الشركة تطلق رحلتين أسبوعيًا إلى الهفوف، وذلك يومي الخميس والسبت، حيث تقلع الرحلة من مطار دبي الدولي أيام الخميس في الساعة 12:30، وتصل إلى مطار الأحساء الإقليمي في الساعة 13:00 بالتوقيت المحلي، أما أيام السبت، فتغادر الرحلة من دبي في الساعة 21:10، وتصل إلى الهفوف في الساعة 21:45 بالتوقيت المحلي. أما الرحلات التي تنطلق من الهفوف إلى دبي، فتقلع الرحلة من مطار الإحساء الدولي أيام الخميس في الساعة 14:00، وتصل إلى دبي في الساعة 16:35 بالتوقيت المحلي، أما أيام السبت، فتقلع الرحلة في الساعة 22:45، وتصل إلى دبي في الساعة 01:15 صباح اليوم التالي بالتوقيت المحلي.
- الخطوط الجوية القطرية
- طيران الخليج
- المصرية العالمية للطيران